# Bulqizë
Bulqizë est une municipalité et une commune située à l'est de l'Albanie. Elle est le chef-lieu du district de Bulqizë et la grande préfecture de Dibër.

## Histoire
Bulqizë est connue depuis les années 1950 pour ses mines de chrome, et les scandales qui lui sont régulièrement associés (dont le travail des enfants). Le 16 mars 2023 est annoncée l'arrestation du maire de Bulqizë, Lefter Alla, en compagnie de douze autres personnes, dont plusieurs fonctionnaires de la mairie, pour corruption dans le cadre d'appels d'offres, à la demande du SPAK (Structure spéciale albanaise anti-corruption),. Plusieurs explosions se sont produites en 2011, 2017 et 2023, et en 2024, une étude des émanations gazeuses constatées dans ces mines révèlent un taux et un flux de dihydrogène très élevé dû à la présence d'ophiolithes. Il s'agit du plus important gisement d'hydrogène natif découvert à cette date.